# Приятнов, Дмитрий Станиславович
Дмитрий Станиславович Приятнов (род. 27 июля 1978, п. Хаваст) — российский политик, член Совета Федерации (в 2019), был самый короткий период — всего неделю.

## Биография
Родился 27 июля 1978 года в п. Хаваст Сырдарьинской области Узбекистана, окончил Дальневосточный государственный университет путей сообщения. Работал в филиале «Дальневосточный» ООО «ЛокоТех-Сервис» в должности заместителя начальника сервисного локомотивного депо «Амурское» в Комсомольске-на-Амуре.
По итогам выборов 8 сентября 2019 года прошёл в Законодательную думу Хабаровского края от ЛДПР. 23 октября 2019 года большинством в 32 голоса против двух избран членом Совета Федерации — представителем от законодательного органа государственной власти региона. По данным на сайте краевого избиркома Д. С. Приятнов имеет погашенную судимость по части 1 статьи 327 Уголовного Кодекса Российской Федерации «Подделка, изготовление или оборот поддельных документов, государственных наград, штампов, печатей или бланков».
В этот же день, 23 октября 2019 года, Приятнов сложил с себя полномочия депутата краевой думы.
Председатель Хабаровского избиркома Геннадий Накушнов 24 октября пояснил, что изначально краевая избирательная комиссия получила справку от Информационного центра УМВД по Хабаровскому краю, который проверил данные только по месту рождения, месту жительства и месту работы кандидатов, а Центральная избирательная комиссия проводила проверку по всероссийской базе данных. По сведениям Накушнова, Приятнов ранее приобрёл машину, документы на которую оказались с исправлениями, но сам он в суде не был и не знал о своей судимости.
31 октября 2019 года сложил полномочия члена Совета Федерации.
По мнению главы Комитета Совета Федерации по регламенту и организации парламентской деятельности Вячеслава Тимченко, поскольку документы об избрании Приятнова представителем Хабаровской думы в верхней палате парламента туда не поступали, проведение процедуры прекращения его полномочий не требуется. Тем не менее, 25 ноября Совет Федерации досрочно прекратил полномочия Приятнова с 31 октября по его просьбе.